# منتخب رومانيا لكرة القدم الأمريكية
منتخب رومانيا لكرة القدم الأمريكية هو ممثل رومانيا الرسمي في المنافسات الدولية في كرة القدم الأمريكية
. تأسس في 2010.